# Colchicum nanum
Colchicum nanum är en tidlöseväxtart som beskrevs av Karin Persson. Colchicum nanum ingår i släktet tidlösor, och familjen tidlöseväxter. Inga underarter finns listade i Catalogue of Life.